# Danne-et-Quatre-Vents
Danne-et-Quatre-Vents település Franciaországban, Moselle megyében. Lakosainak száma 671 fő (2022. január 1.). Danne-et-Quatre-Vents Saint-Jean-Saverne, Hultehouse, Lutzelbourg, Phalsbourg, Eckartswiller, Haegen és Saverne községekkel határos.

## Népesség
A település népességének változása:
| Lakosok száma | 529  | 549  | 511  | 628  | 618  | 674  | 686  | 679  | 676  | 671  |
|               | 1968 | 1982 | 1990 | 2006 | 2013 | 2015 | 2017 | 2019 | 2020 | 2022 |